# Netterden
Netterden – przygraniczna wieś we wschodniej części Holandii, w prowincji Geldria, w gminie Oude IJsselstreek. Położona jest około 5 km na północny wschód od niemieckiego miasta Emmerich am Rhein. Według danych z 1 stycznia 2008 roku, populacja we wsi wynosiła 471 osób.